# Бойченко, Любовь Назаровна
Любовь Назаровна Бойченко (1922—2008) — звеньевая, Герой Социалистического Труда.

## Биография
Родилась в 1922 году (в других источниках — 1924-го) в селе Запрудка Иванковского района. Ещё с молодых лет возглавила звено по выращиванию льна в колхозе им. Коминтерна.
Во время нацистской оккупации была вывезена на принудительные работы в Германию. На фронте погиб её жених.
За большие достижения в льноводстве делегировалась на Выставку достижений народного хозяйства, 3-й съезд колхозников (1969).

### Награды
- Герой Социалистического Труда (1966)
- орден Ленина (1966)
- орден «Знак Почёта» (1956)
- орден Октябрьской Революции (1971)